# Гудзь, Борис Игнатьевич
Борис Игнатьевич Гудзь (19 августа 1902, Уфа — 27 декабря 2006, Москва) — советский разведчик. Последние годы своей жизни оставался единственным здравствующим чекистом первого призыва.

## Биография
Родился в семье земского служащего. Отец в молодости занимался революционной деятельностью, находился под наблюдением царской охранки, вместе с семьей переезжал из города в город. По воспоминаниям Бориса Гудзя, за двадцать два года (с 1895 по 1917 годы) семья сменила тринадцать городов. Во время Февральской революции 1917 года участвовал в аресте начальника тульского жандармского управления генерала Н. А. Иелита-фон-Вольского. Записался добровольцем в Красную Армию, в 1919 году конвоировал эшелоны с продовольствием с Украины в Москву.
В 1923 году пришёл работать в ЧК по приглашению друга отца, тогдашнего начальника советской контрразведки А. Артузова (Фраучи), где занимался борьбой с контрабандистами, позже — борьбой с белогвардейским подпольем.
В 1926 году участвовал в операции «Трест».
Окончил заочное отделение философского факультета Института Красной профессуры (1932).
С 1932 года — начальник разведки и контрразведки ОГПУ в Восточносибирском крае. Успешно провёл операцию по захвату на территории Маньчжурии есаула Тапхаева.
С 1933 года был резидентом иностранного отдела ОГПУ НКВД в Японии, с 1936 года вернулся в Москву и работал в Разведуправлении РККА, где курировал, в частности, Рихарда Зорге.
В 1937 году, после арестов и расстрелов Артузова и других знакомых ему видных чекистов, он был уволен из разведки и исключён из ВКП(б) с формулировкой «за профнепригодность, как не заслуживающий доверия работник, имевший тесную связь с врагами народа», что произошло также вследствие ареста его зятя Варлама Шаламова по статье контрреволюционная деятельность (который в 1936 году по совету Гудзя написал на Лубянку отречение от прошлого троцкизма, его жена Галина, сестра Гудзя, была сослана в Кагановичский район Чарджоуской области до 1946 года).
После увольнения долгое время работал водителем автобуса в 1-м автобусном парке Москвы, позже — директором автобазы. Впоследствии был реабилитирован и восстановлен в КПСС.
Жил по адресу Чистый переулок (Москва), дом 8, строение 1.
С 1962 года — на пенсии. На пенсии работал в архивах КГБ и ЦК КПСС. Являлся консультантом художественного фильма «Операция „Трест“», снятого в 1967 году на «Мосфильме» режиссёром С. Колосовым по роману-хронике Л. Никулина «Мёртвая зыбь».
Был три раза женат. Последний — с 2003 года.
Похоронен в Москве на Новодевичьем кладбище.

## Семья
Отец Игнатий Корнильевич Гудзь, в 1933—1937 политредактор Наркомпроса РСФСР. Умер в 1939.
Мать Антонина Эдуардовна Гинце (умерла в 1939).
Старшая сестра Александра (арестована в 1936).
Младшая сестра Галина, жена (с июля 1934) писателя Варлама Шаламова.